# Spitalul Militar din Timișoara
Spitalul Militar din Timișoara este un monument istoric aflat pe teritoriul municipiului Timișoara.
Clădirea spitalului a fost ridicată, cu un singur nivel, în anii 1764 – 1766 și a fost supraetajată în perioada 1817 - 1818. După ce a fost bombardată în 1849, clădirea a fost renovată în 1894, ocazie cu care și-a pierdut mare parte din decorațiile care îi confereau caracteristicile stilistice. Se mai păstrează doar bosajele puternice, de factură clasicistă, care ritmează expresiv fațadele. Clădirea este de mari dimensiuni, ocupând un întreg cvartal cuprins între străzile Brediceanu, Gheorghe Dima, Gheorghe Lazăr și Mărășești, și are trei curți interioare, legate succesiv, cu treceri pe sub bolți.